# Benserazid
Benserazid (Serazid, Ro 4-4602) je periferno delujući inhibitor aromatična-L-aminokiselinske dekarboksilaze (AADC) ili DOPA dekarboksilaze, koji ne može da prođe kroz krvno-moždanu barijeru.

## Indikacije
Ovaj materijal se koristi u manadžmentu Parkinsonove bolesti u kombinaciji sa L-DOPA (levodopom) kao  kobeneldopa (BAN), pod imenima Madopar u UK i Prolopa u Kanadi. Proizvodi ga preduzeće Roš. Benserazid nije odobren u SAD; karbidopa se koristi umesto njega za istu svrhu. Kombinacije tih lekova se takođe koriste za tretman sindroma nemirnih nogu.